# Pullman Hotels and Resorts
Pullman Hotels and Resorts ist eine internationale Luxus-Hotelkette. Ihre Geschichte geht zurück auf das 1877 in New York City gegründete Stammhaus. Dieses bildete den Grundstein für das Hotelgeschäft der Compagnie Internationale des Wagons-Lits, später Pullman International Hotels genannt. Das Unternehmen gehört seit 1991 zu Accor. Heute ist Pullman eine von insgesamt 18 Marken des französischen Konzerns. Die Hotelkette richtet sich in erster Linie aber nicht ausschließlich an Geschäftsreisende.

## Geschichte
1867 gründete George Pullman die Pullman Company mit Sitz in Chicago. Das Unternehmen entwickelte Schlafwagen, die mit vielen Annehmlichkeiten ausgestattet waren. Hierdurch waren erstmals entlegene Ziele bequem zu erreichen. Um Gästen im Vorfeld oder nach einer Bahnfahrt eine luxuriöse Unterkunft zu bieten, eröffnete 1877 in New York City das erste Pullman-Hotel. Während der folgenden Jahre kamen weitere Häuser hinzu, bis zur Jahrhundertwende hatte das Unternehmen weltweit insgesamt 16 Standorte. Das Hotelgeschäft war bereits 1894 in der Compagnie Internationale des Grands Hotels (CIGH), einer Tochtergesellschaft der Compagnie Internationale des Wagons-Lits (CIWL), gebündelt worden. Im 20. Jahrhundert führte die CIWL die Pullman-Schlafwagen schließlich in Europa ein. Dort erreichte die Marke in den folgenden Jahrzehnten größere Bekanntheit.
Bis in die 1980er Jahre blieb Pullman International Hotels (PIH), die Nachfolgerin der CIGH, eine Tochtergesellschaft der CIWL. Zum Unternehmen gehörten neben Pullman weitere Hotelketten, im deutschsprachigen Raum beispielsweise Arcade. Nach dem Fall des Eisernen Vorhangs dehnte Pullman sein Geschäft auf Osteuropa aus. Anfang der 1990er Jahre eröffnete PIH jede Woche durchschnittlich ein neues Haus. Das Unternehmen belegte weltweit den 15. Platz der größten Hotelgesellschaften. Gleichzeitig wurde bekannt, dass man einen Partner für die weitere Expansion suchte. Vor diesem Hintergrund beteiligte sich 1991 Accor mehrheitlich am Hotelgeschäft der CIWL. Ungeachtet der erfolgreichen Integration gab Accor die Marke Pullman drei Jahre später temporär auf. Viele Häuser wurden unter dem Dach von Sofitel weitergeführt.
2007 kündigte der Konzern an, die Marke zu reaktivieren. Pullman wurde als Hotelkette für Geschäftsreisende auf 5-Sterne-Niveau positioniert. Bei der Konzeption der Häuser legte man Wert auf die technische Ausstattung und das gastronomische Angebot. Noch im selben Jahr eröffnete das Unternehmen zwölf Hotels: sieben in Frankreich, zwei in Deutschland und jeweils eines in Belgien, China und Thailand. Mitunter handelte es sich um bestehende Häuser anderer Marken von Accor, die umbenannt wurden. In den folgenden Jahren entwickelte sich Pullman zu einer international präsenten Hotelkette, die ihre Zielgruppe schrittweise auf Freizeitreisende erweiterte.

## Standorte
Im Geschäftsjahr 2016 zählte Pullman weltweit 119 Hotels in 32 Staaten mit insgesamt 35.217 Zimmern. Die Mehrzahl der Häuser (69 Stück) befand sich im asiatisch-pazifischen Raum. In Europa kam Pullman auf 27 Hotels, davon standen 13 in Frankreich. 16 Hotels befanden sich im Mittelmeerraum, dem Nahen und Mittleren Osten sowie auf dem afrikanischen Kontinent. Auf dem amerikanischen Kontinent hatte Pullman sieben Standorte. 2016 waren 55 % der Gäste Geschäfts- und 45 % Freizeitreisende.
Die Hotels von Pullman befinden sich in der Regel im Innenstadtbereich, jedoch immer mit einer guten Verkehrsanbindung. Viele Häuser verfügen über ein Restaurant mit lokaler und internationaler Küche. Eine Hotelbar ist stets vorhanden, typisch ist eine umfangreiche Wein- und Champagner-Karte. Alle Hotels besitzen eine luxuriöse Ausstattung im modernen Design. Wellness- und Saunabereiche sind vorhanden, manchmal gibt es auch ein Schwimmbad. In der Lobby wird häufig moderne Kunst ausgestellt.

## Sonstiges
2008 übernahm Pullman den Quellenhof in Aachen. Das Hotel ist der älteste Standort der Kette in Deutschland.
Seit 2013 veranstaltet Pullman bei der Eröffnung neuer Häuser die sogenannte „Pullman Artnight“.